# Marie-Julie Dallaire
Marie-Julie Dallaire és una directora de cinema canadenca del Quebec.
És més coneguda com una de les directores de la pel·lícula d'antologia de 1996 Cosmos, que va ser la presentació del Canadà per al Oscar a la millor pel·lícula de parla no anglesa als Premis Oscar de 1997 i nominada al Premi Genie a la Millor pel·lícula  als 18ns Premis Genie, i el documental del 2021 Comme une vague, que va guanyar el Prix Iris al Millor pel·lícula documental als 24ns Premis del Cinema de Quebec el 2022.
El 2022 va anunciar que entraria en producció de Cut Print Thank You Bye, una pel·lícula documental sobre la vida i la carrera de Jean-Marc Vallée.